# 1917
- Wikisource

| Calendário gregoriano                                                        | 1917 MCMXVII                        |
| Ab urbe condita                                                              | 2670                                |
| Calendário arménio                                                           | 1366 – 1367                         |
| Calendário bahá'í                                                            | 73 – 74                             |
| Calendário budista                                                           | 2461                                |
| Calendário chinês                                                            | 4613 – 4614 Início a 23 de janeiro  |
| Calendário copta                                                             | 1633 – 1634                         |
| Calendário etíope                                                            | 1909 – 1910                         |
| Calendários hindus - Vikram Samvat - Calendário nacional indiano - Cáli Iuga | 1972 – 1973 1838 – 1839 5017 – 5018 |
| Calendário Holoceno                                                          | 11917                               |
| Calendário islâmico                                                          | 1335 – 1337                         |
| Calendário judaico                                                           | 5677 – 5678 Início a 17 de setembro |
| Calendário persa                                                             | 1295 – 1296 Início a 21 de março    |
| Calendário rúnico                                                            | 2167                                |
| Calendário solar tailandês                                                   | 2460                                |

1917 (MCMXVII, na numeração romana) foi um ano comum do século XX do Calendário Gregoriano, da Era de Cristo, e a sua letra dominical foi G (52 semanas), teve início numa segunda-feira e terminou também numa segunda-feira.
| Ano completo                         |
| ------------------------------------ |
| Ano comum com início à segunda-feira |

## Eventos
Abaixo, os eventos da Primeira Guerra Mundial têm o prefixo "WWI".

### Janeiro
- 9 de janeiro - WWI - Batalha de Rafa: A última guarnição substancial do Exército Otomano na Península do Sinai é capturada pela Coluna do Deserto da Força Expedicionária Egípcia[1]
- 10 de janeiro - Expedição Transantártica Imperial: Sete sobreviventes do grupo do Mar de Ross foram resgatados após ficarem presos por vários meses[2]
- 11 de janeiro - Sabotadores desconhecidos desencadearam a Explosão em Kingsland em Kingsland (Lyndhurst dos tempos modernos, Nova Jersey), um dos acontecimentos que levou ao envolvimento dos Estados Unidos na Primeira Guerra Mundial.

### Fevereiro
- 5 de fevereiro - Revolução Mexicana: A Constituição do México é sancionada pelo então Presidente do México Venustiano Carranza (Presidente do México entre 1915 e 1920), essa Constituição substituiu a Constituição Mexicana de 1857, e trouxe inúmeros avanços para o México tais como: salário mínimo, direito de fazer greve, voto feminino, Separação entre Igreja e Estado, Liberdade de expressão e etc., Foi a primeira constituição da História a incluir os chamados direitos sociais, dois anos antes da Constituição de Weimar em 1919.

### Março
- 8 de março - (N.S.) (23 de Fevereiro, O.S.) - Revolução de Fevereiro, que derrubou a autocracia do Czar Nicolau II da Rússia, o último Czar a governar, e procurou estabelecer em seu lugar uma república de cunho liberal.
- 11 de março - Ocorre a Primeira Eleição Presidencial Direta no México em 1917 e o Político e Líder revolucionário Venustiano Carranza é Eleito Presidente Constitucional do México obtendo 98% dos votos válidos (727.305 votos de 812.928) derrotando Álvaro Obregón (obteve 0,5% dos votos, ou seja, 4.008 dos 812.928 eleitores) e Pablo González Garza (obteve 1,7% dos votos, ou seja, 11.615 dos 812.928 eleitores).

### Abril
- 3 de abril - A 16 de abril, no calendário russo, o líder Lenin, que estava exilado, regressa à Rússia e chega a São Petersburgo, passou a defender a derrubada do governo provisório, a retirada da Rússia da guerra e a repartição de terras entre os camponeses.
- 26 de abril - É assinado o Acordo de Saint-Jean-de-Maurienne, sobre a futura partilha do Império Otomano entre alguns dos Aliados da Primeira Guerra Mundial.

### Maio

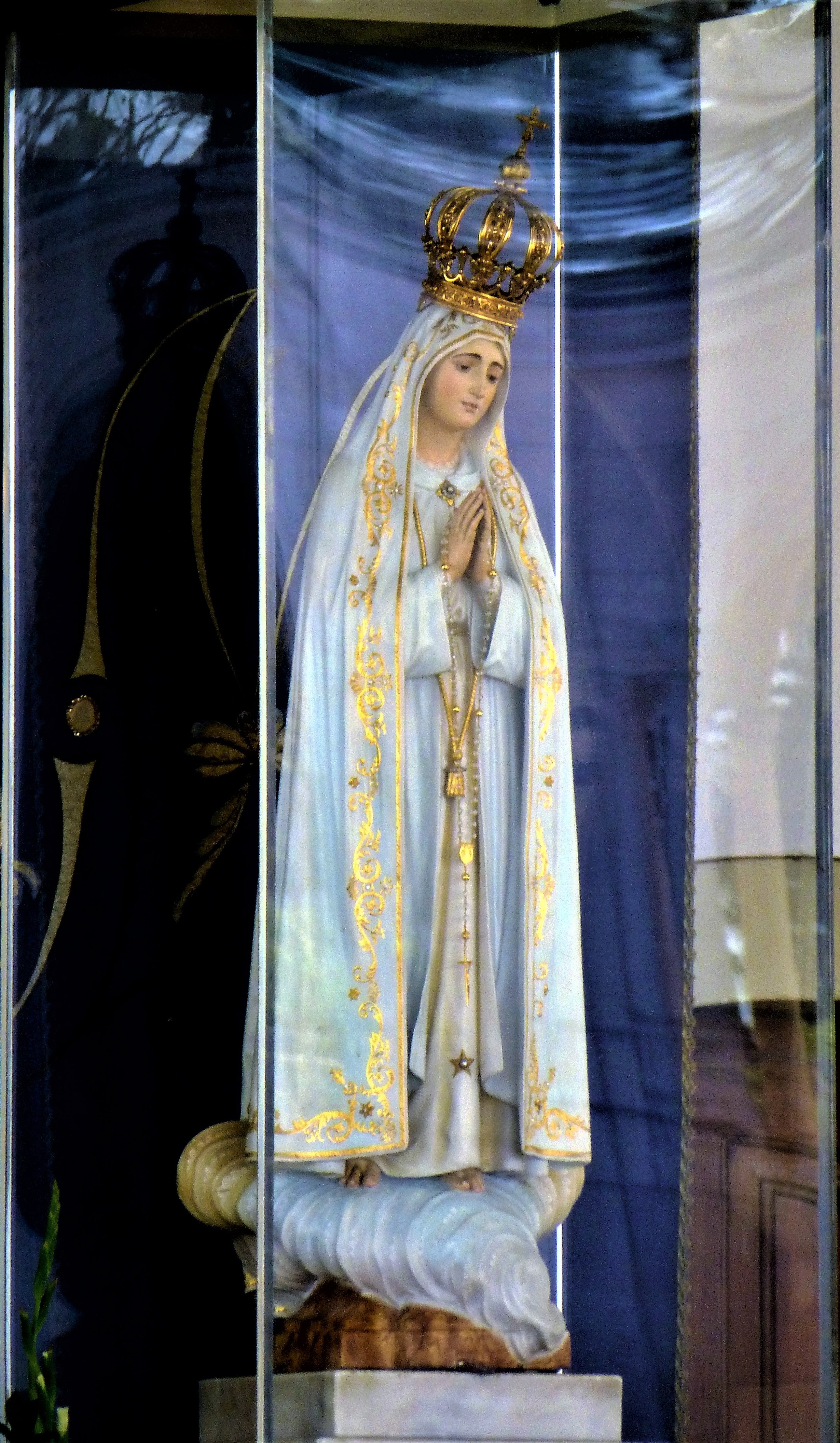
Nossa Senhora de Fátima, famoso título da Virgem Maria, que apareceu a três crianças em ocasiões distintas.

- 1 de maio - Venustiano Carranza assume a Presidência do México
- 13 de maio - Primeira de seis aparições de Nossa Senhora a três crianças, em Fátima - Portugal.

### Junho
- 4 de junho - Foram escolhidos os primeiros vencedores do Prêmio Pulitzer - 2 na área do Jornalismo (1 na categoria de Reportagem e 1 em Editorial) e 2 na Literatura (1 em História e 1 em Biografia).

### Julho
- 1 de julho - Tentativa de restauração da monarquia na China para tentar colocar Pu Yi no poder, pelo General Zhang Xun através de um golpe que durou doze dias.
- 9 de julho - Greve Geral de 1917: morte do anarquista José Martinez durante protesto em São Paulo, é o estopim para greve.
- 12 de julho - Li Yuanhong reassume o poder, restabelecendo outra vez a República na China.
- 17 de julho - Li Yuanhong renuncia ao cargo de Presidente da República da China, e sobe ao poder o General Feng Guozhang, Vice-Presidente de 1916 até 1917.

### Outubro
- 13 de outubro - A Virgem Maria revela ser a Mãe de Deus com o título de Nossa Senhora do Rosário e a própria Virgem faz o sol bailar no céu de Fátima curando doentes e convertendo pecadores, com isso encerra-se o ciclo das aparições em Fátima - Portugal
- 25 de outubro - O presidente Wenceslau Braz declarou Estado de Guerra ao Império Alemão.

### Novembro
- 7 de novembro - (N.S.) (25 de Outubro, O.S.)Revolução de Outubro, na qual o Partido Bolchevique, liderado por Lênin, derrubou o governo provisório e impôs o governo socialista soviético.

### Dezembro
- 6 de dezembro - Os navios cargueiros Mont-Blanc e Imo chocam-se em Halifax no Canadá, e uma explosão causada pela carga do Mont-Blanc gera um tsunami, um cogumelo de fumaça e uma chuva de metal quente e vidro.
- 12 de dezembro - Um trem lotado de soldados, com cerca de mil deles, descarrila próximo à estação de Modane na França e morrem cerca de oitocentos soldados.[3]
- Manuel García Prieto substitui Álvaro Figueroa y Torres Mendieta como presidente do governo de Espanha.
- Eduardo Dato y Iradier substitui Manuel García Prieto como presidente do governo de Espanha.
- Manuel García Prieto substitui Eduardo Dato y Iradier como presidente do governo de Espanha.
- A IBM abre no Brasil a sua primeira filial na América Latina.
- Estados Unidos entram na Primeira Guerra Mundial

## Nascimentos
- 25 de janeiro - Jânio Quadros, 22° presidente do Brasil (m. 1992).
- 14 de março - José Osvaldo de Meira Penna, pensador e diplomata brasileiro (m. 2017).
- 17 de abril - Roberto Campos, economista, diplomata e professor brasileiro (m. 2001).
- 05 de maio - Dalva de Oliveira, consagrada cantora brasileira, coroada Rainha da Voz e Rainha do Rádio de 1951 (m. 1972).
- 7 de maio - David Tomlinson, ator e comediante inglês (m. 2000).
- 29 de maio - John F. Kennedy, 35° presidente dos Estados Unidos (m. 1963).
- 07 de junho - Dean Martin, ator e cantor norte-americano (m.1995).
- 9 de junho - Eric John Blair Hobsbawm, historiador inglês(m. 2012)
- 9 de julho - Fulbert Youlou, presidente do Congo de 1960 a 1963 (m. 1972)
- 15 de julho - Nur Mohammad Taraki, presidente da República Democrática do Afeganistão de 1978 a 1979 (m. 1979)
- 13 de agosto - Claudia McNeil, atriz norte-americana (m. 1993).
- 11 de setembro - Ferdinando Marcos, presidente das Filipinas de 1965 a 1986 (m. 1989)
- 30 de setembro - Chacrinha, apresentador (m. 1988).
- 15 de outubro - Arthur M. Schlesinger, Jr., historiador, crítico social e antigo assessor de John F. Kennedy (m. 2007).
- 14 de novembro - Park Chung-hee, presidente da Coreia do Sul de 1963 a 1979 (m. 1979).
- 19 de novembro - Indira Gandhi, Primeira Ministra da Índia (m. 1984).
- 7 de dezembro - Hurd Hatfield, ator americano (m. 1998).

## Mortes
- 16 de janeiro - Raimundo de Farias Brito, escritor e filósofo brasileiro (n. 1862).
- 24 de janeiro - Manoel Solon Rodrigues Pinheiro, jornalista e político brasileiro (n. 1864).
- 11 de fevereiro - Osvaldo Cruz, médico e sanitarista brasileiro (n. 1872).
- 5 de março - Manuel de Arriaga, primeiro presidente da República Portuguesa. (n. 1840).
- 29 de março - Alberto Torres, político e jornalista brasileiro (n. 1865).
- 1 de abril - Scott Joplin, compositor e pianista americano.
- 24 de abril - Abel Botelho, escritor e diplomata português (n. 1859).
- 17 de junho - José Manuel Pando Solares, presidente da Bolívia de 1899 a 1904 (n. 1849).
- 18 de junho - Eufemio Zapata, militar revolucionário mexicano (n. 1873).
- 11 de novembro - Liliuokalani, última monarca do reino do Havaí (n. 1838).
- 15 de novembro - Émile Durkheim, considerado um dos pais da sociologia moderna (n. 1858).
- Choley Yeshe Ngodub, Desi Druk (monarca) do Reino do Butão de 1903 a 1905. (n. 1851).

## Prémio Nobel
- Física - Charles Glover Barkla.[4]
- Química – não atribuído.
- Medicina – não atribuído.
- Literatura - Karl Adolph Gjellerup,[5] Henrik Pontoppidan.[5]
- Paz - Cruz Vermelha internacional, Genebra.[6]

## Epacta e idade da Lua
| Epacta gregoriana | 6 (VI)  |
| Idade da Lua      | Letra f |

## Por tema
- 1917 na arte
- 1917 no Brasil
- 1917 no carnaval
- 1917 na ciência
- 1917 no cinema
- 1917 no desporto
- 1917 no jornalismo
- 1917 na literatura
- 1917 na música
- 1917 na política
- 1917 na rádio
- 1917 no teatro
- 1917 na televisão